# أوسكار متري
أوسكار متري صحفي وكاتب مصري ولد بالقاهرة سنة 1927. درس في المعهد الأبوي بالقاهرة. وتخصص في فن التصوير بالمعهد الفرنسي للصورة، كما اشتغل بعد التخرج بكل من مصر ولبنان.
- متخصص في التقاط الصورة الوثائقية.
- مصور صحفي اشتغل لمدة في دار أخبار اليوم بمصر.
- سبق وأن استقر بواشنطن للعمل في مجلة ناسيونال جيوكرافيك، مما مكٌنه من اكتساب خبرة طويلة في مجال الاستطلاع المصور .

## أعماله
- التحق للعمل في مجلة العربي منذ إصدارها في الكويت بإدارة من الكاتب المصري أحمد زكي منذ سنة 1960.
- تولى كل ما له علاقة بالتصوير داخل المجلة كإعداد الأغلفة، وأنجز عدة استطلاعات صحافية مصورة رفقة زميله الكاتب الصحفي سليم زبال.
- أصدر في سنتي 1970 و 1975 ألبوما مصورا بالألوان عنوانه: الكويت، وفيه صور تعكس الحياة السياسية والاجتماعية والثقافية والجغرافية والحضرية لهذا البلد الخليجي الذي التحق به للاشتغال منذ بداية الستينيات.
- عرض أعماله في شكل صور العالم بالألوان في معارض فنية في الكويت سنتي 1983 و 1985.
- أقام معرضا لأعماله بمونتريال بكندا سنتي 2010 و 2012.

## جوائز حصل عليها
- 1964: حصل على ميداليتين فضية وبرونزية في معرض دولي خاص بالصور بنيويورك محوره: العالم وشعوبه.
- 1970: حصل على تذكار من اليابان نظير مشاركته في معرض أوساكا.

## أسفاره ورحلاته
- الكويت من 1958 إلى 1988.
- الطوارق 1969.
- اليمن 1972.
- جيبوتي 1977.
- بنغلادش 1978.
- السنغال 1981.
- مالي 1982.

## وصلات خارجية
http://www.oscarmitriphotos.com/